# امقييشة (المضاربة والعارة)

تعديل مصدري - تعديل

امقييشة هي إحدى قرى عزلة المضاربة بمديرية المضاربة والعارة التابعة لمحافظة لحج، بلغ تعداد سكانها 150 نسمة حسب تعداد اليمن لعام 2004.